# Polytétrafluoroéthylène
Le polytétrafluoroéthylène (sigle PTFE) est un fluoropolymère issu du tétrafluoroéthylène.
Ce polymère technique a été découvert par hasard en 1938 par le chimiste Roy J. Plunkett (1910-1994) qui travaillait pour la société américaine E.I. du Pont de Nemours and Company, appelée couramment « du Pont de Nemours » et officiellement abrégée en « DuPont ». Il fut introduit commercialement en 1949. Il est commercialisé sous les marques déposées Téflon, Hostalen, Hostaflon, Fluon ou Soreflon. La plus connue est Téflon de Du Pont de Nemours.
Il possède des propriétés remarquables qui le distinguent des autres polymères thermoplastiques, notamment une excellente résistance aux agressions thermiques ou chimiques, ainsi qu'un coefficient de frottement extrêmement faible.
Dans la vie courante, le PTFE est largement utilisé comme revêtement antiadhésif dans les ustensiles de cuisine.

## Description
Le PTFE est un matériau tendre, facilement déformable, semi-cristallin, opaque, blanc et alimentaire. L'adjonction d'un agent (le perfluoro-propyl vinyl éther ou l'hexafluoropropylène (HFP)) lui confère une capacité d'allongement élevée (les propriétés mécaniques de type élastomère), mais sa résistance aux contraintes et aux radiations est faible. Il présente une résistance remarquable à la plupart des produits chimiques, un coefficient de frottement extrêmement faible et il reste stable à température élevée (jusqu'à 327 °C). Ces propriétés exceptionnelles lui donnent une valeur inestimable dans un grand nombre d'applications. Son utilisation dans les ustensiles de cuisine est un argument commercial mais n'est pas indispensable. Le polytétrafluoroéthylène est par ailleurs le seul matériau auquel les pattes de la plupart des geckos arboricoles n'adhèrent pas.
Sa fabrication à partir de C2F4 est complexe. Il est polymérisé « n fois » en grains ou dispersion dans de l'eau avec un agent mouillant. Celle-ci sert ou non au transport et sera éliminée lors des moulages[réf. nécessaire] ou autres procédés de mise en œuvre. 

## Utilisations

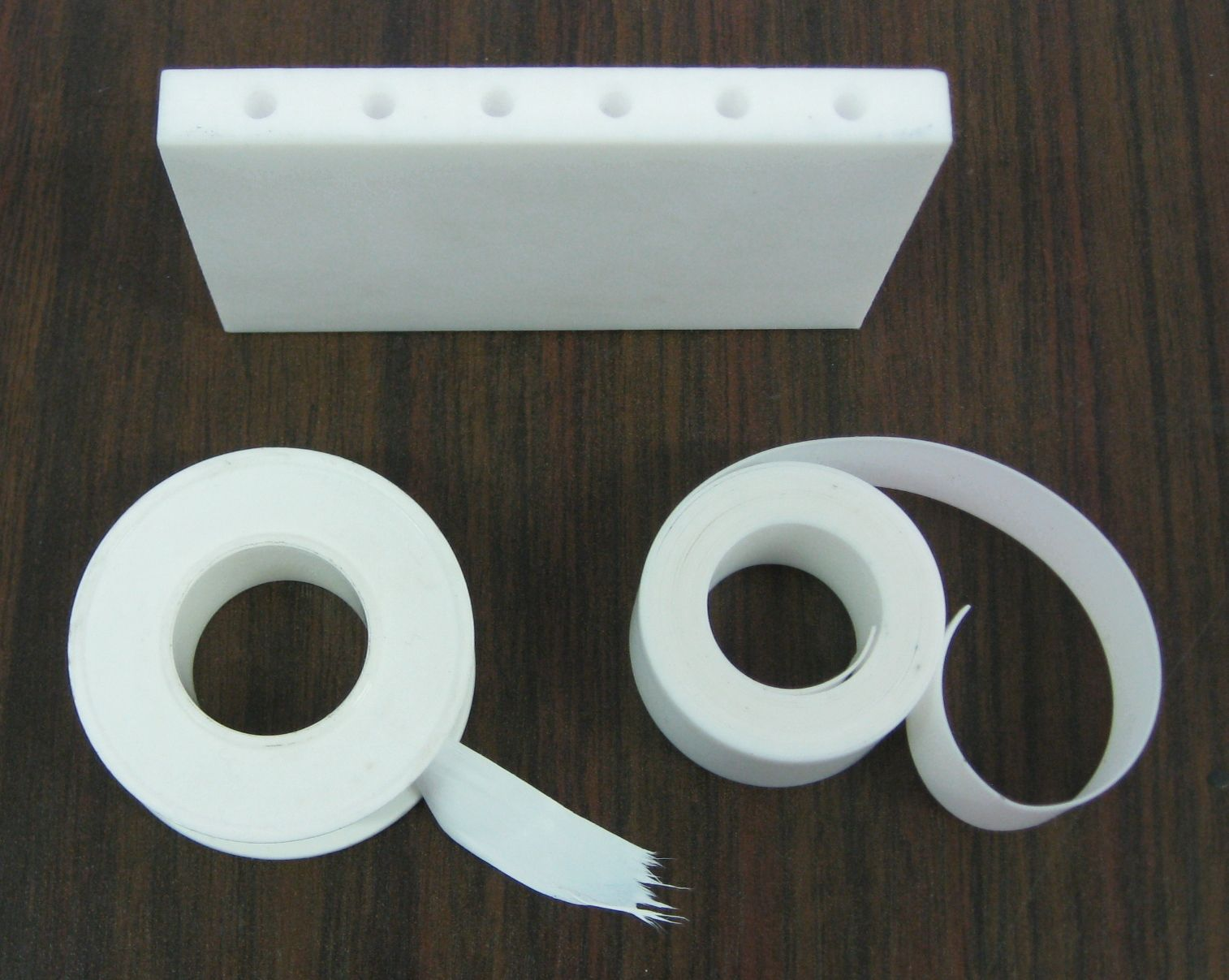
Le Téflon s'avère précieux dans les applications où ses propriétés spécifiques sont indispensables (industries chimique et textile, électronique).

Le PTFE représente environ 90 % de la consommation de fluoropolymères, soit environ 20 000 t/an.
Dans l'industrie, il est utilisé dans les roulements, les joints, l'isolation électrique à hautes températures, les revêtements et garnitures non adhésives pour les cuves, etc. Dans la vie courante, il constitue le revêtement de certains ustensiles de cuisine. Il s'utilise également en ruban afin d'assurer l'étanchéité de montages filetés comme les robinets.
- Il est utilisé comme revêtement antiadhésif des poêles et autres ustensiles de cuisine, et de manière générale comme lubrifiant solide (Téflon).
- Étant inerte chimiquement, il est souvent utilisé pour recouvrir l'intérieur de récipients ou des tuyaux contenant des composés chimiques réactifs (la toute première application historique dès 1942 a été celle pour les tuyaux et récipients contenant du UF6 dans le projet Manhattan[13]). De même, il permet de construire des contenants pour les superacides.
- En plomberie, il est utilisé pour assurer l'étanchéité des raccords à visser en lieu et place de la filasse (de la laine ou du chanvre généralement) et de la poix.
- Le tissu Gore-Tex est constitué principalement de PTFE.
- En musique traditionnelle, le PTFE en rouleau peut être utilisé pour les coulisses des bourdons de cornemuse, ainsi que pour la fabrication des anches de ces dernières par les luthiers. Les poches synthétiques de cornemuse sont d'ailleurs fabriquées en Gore-Tex. Le PTFE est également utilisé par la marque française de guitare électrique Vigier, pour faire des sillets.
- On l'utilise pour tous types d'habits anti-pluie.
- On s'en sert pour gainer certaines balles de pistolets.
- En électronique, particulièrement dans le domaine micro-onde, le PTFE est utilisé comme substrat (de permittivité relative voisine de 2,2). Il possède en effet un angle de perte très faible et un fort point de claquage. Malheureusement, sa rigidité mécanique est mauvaise (le PTFE est souple) ; pour compenser ce défaut, les fabricants de substrats noient souvent une ou deux épaisseurs de fibre de verre à l'intérieur du substrat, ce qui rigidifie la plaque sans trop altérer ses performances diélectriques. L'angle de perte très faible fait du PTFE un isolant de choix dans les câbles HF haute-performance.
- Sa rigidité diélectrique élevée en fait un élément de choix dans la réalisation de pièces isolantes dans de nombreux domaines de l'électricité, comme le fil de câblage haute tension.
- Dans l'automobile, il est utilisé pour fabriquer des gaines d'accélérateur (push-pull) ou pour recouvrir certaines pièces de frottement.
- Dans le domaine de la santé, il est utilisé comme matériau d'implantation de choix en hémodialyse par exemple où la pose d'une prothèse vasculaire en PTFE peut s'avérer utile en cas d'impossibilité de création d'une fistule artério-veineuse native. Le PTFE est un matériau extrêmement neutre pour l'organisme. On le retrouve dans diverses prothèses et certains bijoux de body-art (piercing, implants, etc.).
- Au cours de tests comportementaux, il est utilisé pour délimiter le compartiment vertical d'un espace à l'intérieur duquel les insectes sont contraints : en effet, les pattes des insectes n'adhèrent pas au PTFE.
- Dans le domaine informatique, le PTFE est utilisé comme bases des souris (les patins) pour offrir un mouvement régulier, une glisse améliorée, une réponse plus rapide et un équilibre amélioré.
- Compte tenu de ses propriétés, il est utilisé comme revêtement sur les lames à puits utilisées pour les observations microscopiques. Il évite ainsi les contaminations entre les différents échantillons.
- En chimie, il est utilisé dans de nombreux instruments (surtout des barreaux magnétiques, robinets, gaines d’électrodes etc…), son coefficient de friction très faible permet de fabriquer des pièces qui, non seulement ne réagissent pas avec les produits chimiques, mais qui sont auto-lubrifiantes.

- En construction, il peut être utilisé comme appui de poutres. Ces appuis dit « glissants » (l'appui en PTFE glissant grâce à son faible coefficient de frottement, le plus souvent sur un plat en acier inoxydable) permettent d'éviter la propagation d'efforts horizontaux dans d'autres éléments de structures, comme un voile en béton sur lequel la poutre est posée. Il est également utilisé lors de la construction de ponts ou viaducs construits sur berge et qui doivent pivoter (ou glisser) pour les amener dans leur position définitive.

- Le PTFE est parfois utilisé pour les gaines des bus informatiques.

## Propriétés

### Chimiques
Il a généralement une excellente inertie chimique, notamment avec les acides (oléum, eau régale, acide nitrique fumant), les bases (soude ou potasse concentrées), les alcools, les cétones et les hydrocarbures. Il résiste à l'acide fluoroantimonique, l'acide le plus fort connu actuellement, qui dissout le verre.
Le PTFE n'est pas compatible avec les métaux liquides à haute température, les solutions de métaux alcalins avec des hydrocarbures aromatiques dans un éther (ex. : naphtaléniure de sodium en solution dans le tétrahydrofurane), l'hydrazine, la diéthylamine, le diméthyl-formamide, le fluor et le cyanure aureux. Les gaz formés lors de sa décomposition à haute température sont toxiques.

### Thermiques
- Point de fusion (Tf) : 342 °C (vierge) 327 °C (fritté) (thermostable)[7].
- Température de transition vitreuse (Tv) : environ −30 °C.
- Températures limites d'emploi (usage permanent) : −150 à 250 °C (un des plus larges intervalles d'utilisation des polymères thermoplastiques)[7].
- Chaleur spécifique (Cp) : 1 000 J K−1 kg−1.
- Conductivité thermique (λ) : 0,23–0,25 W m−1 K−1.
- Coefficient de dilatation linéaire (α) : 100 à 160 × 10−6 K−1.
- Température de fléchissement sous charge (HDT[14]) à 0,45 MPa : 120 °C ; à 1,8 MPa : 54 °C.

### Physiques
Masse volumique : 2,15 g cm−3 pour 50 % de cristallinité.
Absorption d'eau sur 24 heures : 0,01 % (hydrophobe).
Indice limite d'oxygène (ILO) : 95 % (valeur très élevée, matière ininflammable, auto-extinguible).
Perméabilité au diazote à 25 °C : 1 × 10−13 cm2 s−1 Pa−1.
Perméabilité au dihydrogène à 25 °C : 7 × 10−13 cm2 s−1 Pa−1.
Perméabilité au dioxyde de carbone à 25 °C : 7 × 10−13 cm2 s−1 Pa−1.
Perméabilité au dioxygène à 25 °C : 3 × 10−13 cm2 s−1 Pa−1.
Perméabilité à l'eau à 25 °C : 4 × 10−13 cm2 s−1 Pa−1.
Résistance aux ultraviolets : excellente.

### Mécaniques
Le comportement mécanique est de type élastomère et identique entre −80 °C et 250 °C.
Dureté Shore D : 50-65.
Dureté Rockwell : 25.
Module de Young : 300 à 800 MPa.
Résistance à la traction : 10 à 40 MPa.
Allongement à la rupture : 100 à 400 %.
Coefficient de frottement : 0,05 à 0,2.
Résistance au choc Izod : pas de rupture.
Coefficient de Poisson : 0,46.

### Électriques
Les propriétés électriques du PTFE sont exceptionnelles.
Permittivité relative à 1 MHz : 2,0 à 2,1
Facteur de dissipation à 1 MHz : 0,0003 à 0,0007
Rigidité diélectrique : 15 à 17 kV mm−1
Résistivité : 1018 à e19 Ω cm

## Inconvénients
- Une mise en œuvre difficile et particulière : ne pouvant être transformé par fusion (il est non moulable sur matériel de transformation classique), il est formé par une méthode de frittage.
- Le PTFE se dégrade à 400 °C, proche de sa température de transformation (380 °C), avec dégagement d'acide fluorhydrique (corrosif) et de monomère gazeux (dépolymérisation). Il passe directement de l'état solide à sa dégradation en gaz toxiques.
- Propriétés mécaniques faibles.
- Impression ou collage pratiquement impossibles.
- Coût élevé (polymère technique) et donc utilisation relativement peu développée.

Les autres fluoropolymères ont été développés pour atténuer ces inconvénients. Par exemple, le polytrifluorochloroéthylène (PCTFE, issu du monomère CFCl=CF2) (point de fusion d'environ 213 °C) se transforme un peu plus facilement que le PTFE. Il montre un intervalle d'emploi (en usage permanent) de −250 à 150 °C. Il offre une tenue au froid et des propriétés mécaniques meilleures que le PTFE, par contre sa tenue thermique et chimique est moindre.
L'exemple du PCTFE n'est pas forcément le plus approprié ici ; ce dernier a en effet été découvert quelques années avant le PTFE (Farben, 1934). On préfèrera citer les FEP (en), MFA ou PFA, copolymères du PTFE qui ont vu le jour pour permettre notamment la mise en forme à l'état fondu, principal point noir du PTFE pour des applications industrielles.

## Toxicité
Le PTFE est chimiquement inerte et non toxique à basse température. La décomposition du PTFE engendre au-delà de 350 °C des émissions parfois mortelles pour les oiseaux, pouvant causer des symptômes s'apparentant à la grippe chez les humains.
Par comparaison, les graisses de cuisine (huiles et beurres) commencent à brûler autour de 200 °C. Une étude de 1959 a conclu que la toxicité des émanations du revêtement (par chauffage sec) était moindre que celle des fumées générées par des huiles de cuisine surchauffées.
Si en utilisation normale ce revêtement antiadhésif est chimiquement stable et ne pénètre pas dans l'organisme, et en comparant avec d'autres types de polymères, sa dégradation mécanique pourrait être de nature à produire « des microparticules voire des nanoparticules capables de pénétrer dans les cellules des organismes vivants ».

## Pollution liée à la fabrication
L'acide perfluorooctanoïque (APFO ou PFOA en anglais, aussi connu sous le nom de C8), un produit chimique clef employé pour fabriquer le Téflon, est problématique pour l'environnement car il ne se dégrade pas ou difficilement. Il fait partie de la famille des polluants organique persistants PFAS.